# Saint-Émilion
Saint-Émilion is een Franse gemeente in de regio Nouvelle-Aquitaine, departement Gironde, arrondissement Libourne. Het is op ongeveer 40 km ten oosten van Bordeaux gelegen, op de hellingen van de rivier de Dordogne.

## Geografie
De gemeente ligt op 0° 09' 17" oosterlengte, 44° 53' 37" noorderbreedte, ligt tussen 3 en 107 meter hoog (gemiddeld 23 m). Zij heeft een oppervlakte van 27,02 vierkante kilometer en telde op 1 januari 2022 1.689 inwoners, wat een bevolkingsdichtheid van 62,5 per km² betekent.

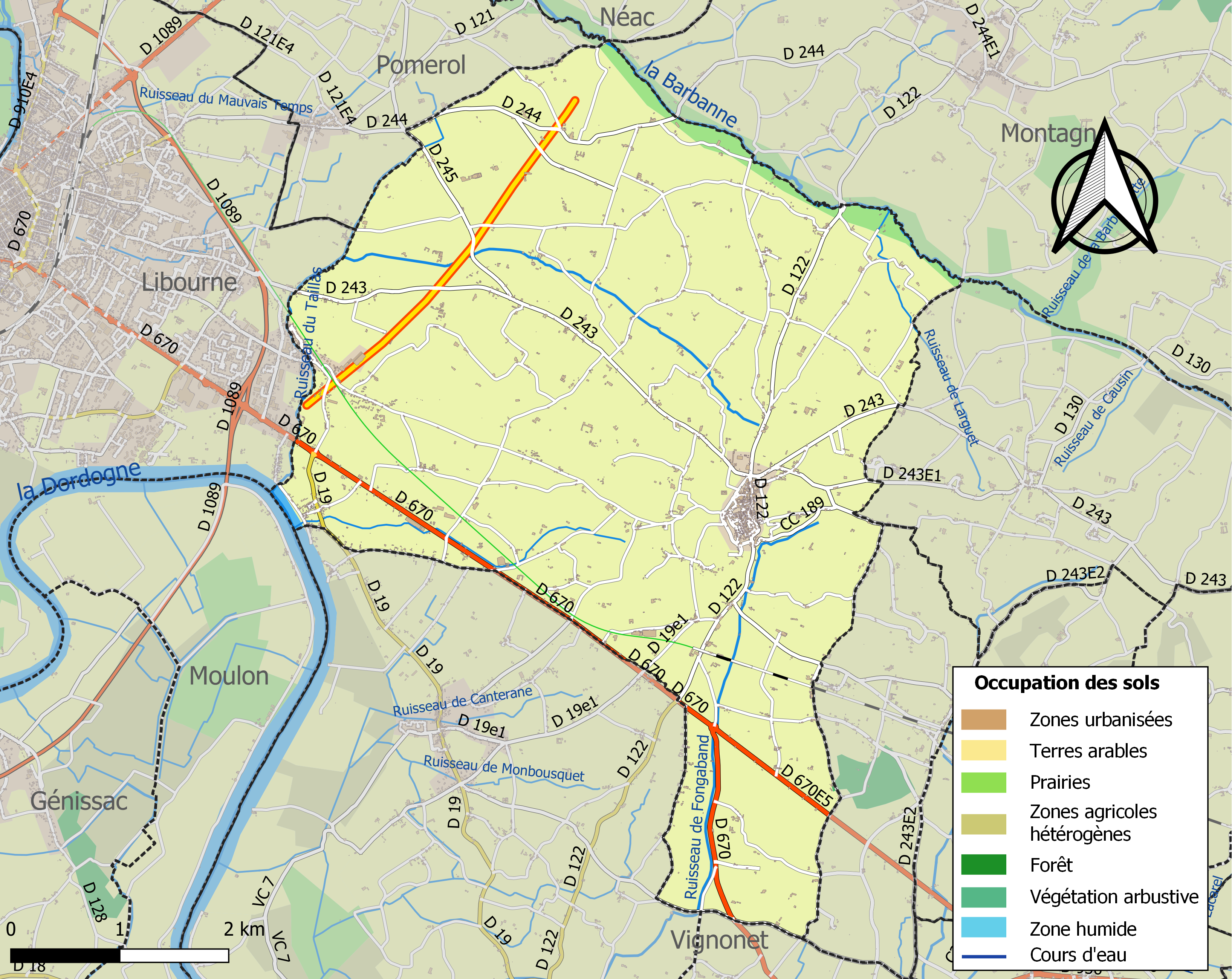
Kaart van de gemeente met belangrijkste infrastructuur, bodemgebruik en omliggende gemeenten

## Verkeer
In de gemeente ligt de spoorweghalte Saint-Émilion.

## Demografie
Onderstaande figuur toont het verloop van het inwonertal (bron: INSEE-tellingen).

## Politiek
Bernard Lauret is sinds 2008 burgemeester. Zijn mandaat loopt tot 2026.

## De wijnen van Saint-Émilion

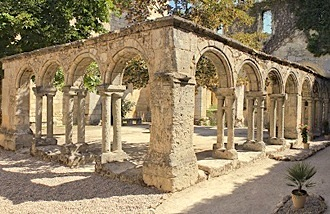
Het klooster van de Cordeliers, UNESCO lijst

De gemeente is wereldberoemd door zijn wijnen. Het is een zuiver rodewijngebied en een van de beste van de gehele regio. Het wijngebied beslaat een oppervlakte van 5500 ha. In dit deel van de Bordelais wordt al sinds de derde eeuw wijnbouw bedreven. Daardoor heeft het waarschijnlijk de langste traditie van het hele wijnbouwgebied.
Saint-Émilion was niet opgenomen in de grote wijnclassificatie van 1855. Pas in 1955 kreeg de gemeente een eigen ranglijst. Het initiatief hiertoe werd genomen door de lokale wijnboeren. Opdat de lijst niet rigide zou zijn, en men van in het begin het risico op veroudering wilde vermijden, werd besloten de lijst om de tien jaar te herbekijken. Deze termijn wordt niet helemaal gerespecteerd, maar er waren herzieningen in 1959, 1969, 1986, 1996, 2006 en vervolgens – na een wijziging van het reglement – in 2012 en 2022. De classificatie is gebaseerd op bodem, smaak en de reputatie van de wijngaard. De volgende druivenrassen mogen worden gebruikt: merlot, cabernet sauvignon, bouchet en malbec.

## Sport
Saint-Émilion was drie keer etappeplaats in de wielerkoers Ronde van Frankrijk. Daarbij fungeerde het twee keer als aankomstplaats van een etappe. Het ging allebei om tijdritten deze werden gewonnen door de Duitser Jan Ullrich (1996) en Belg Wout van Aert (2021).

## Werelderfgoed
In 1999 werd het 'rechtsgebied' Saint-Émilion op de werelderfgoedlijst geplaatst vanwege het landschap gericht op wijnbouw en de historische monumenten in de stad en omliggende dorpen. De inschrijving omvat een gebied van 7847 ha.

## Afbeeldingen

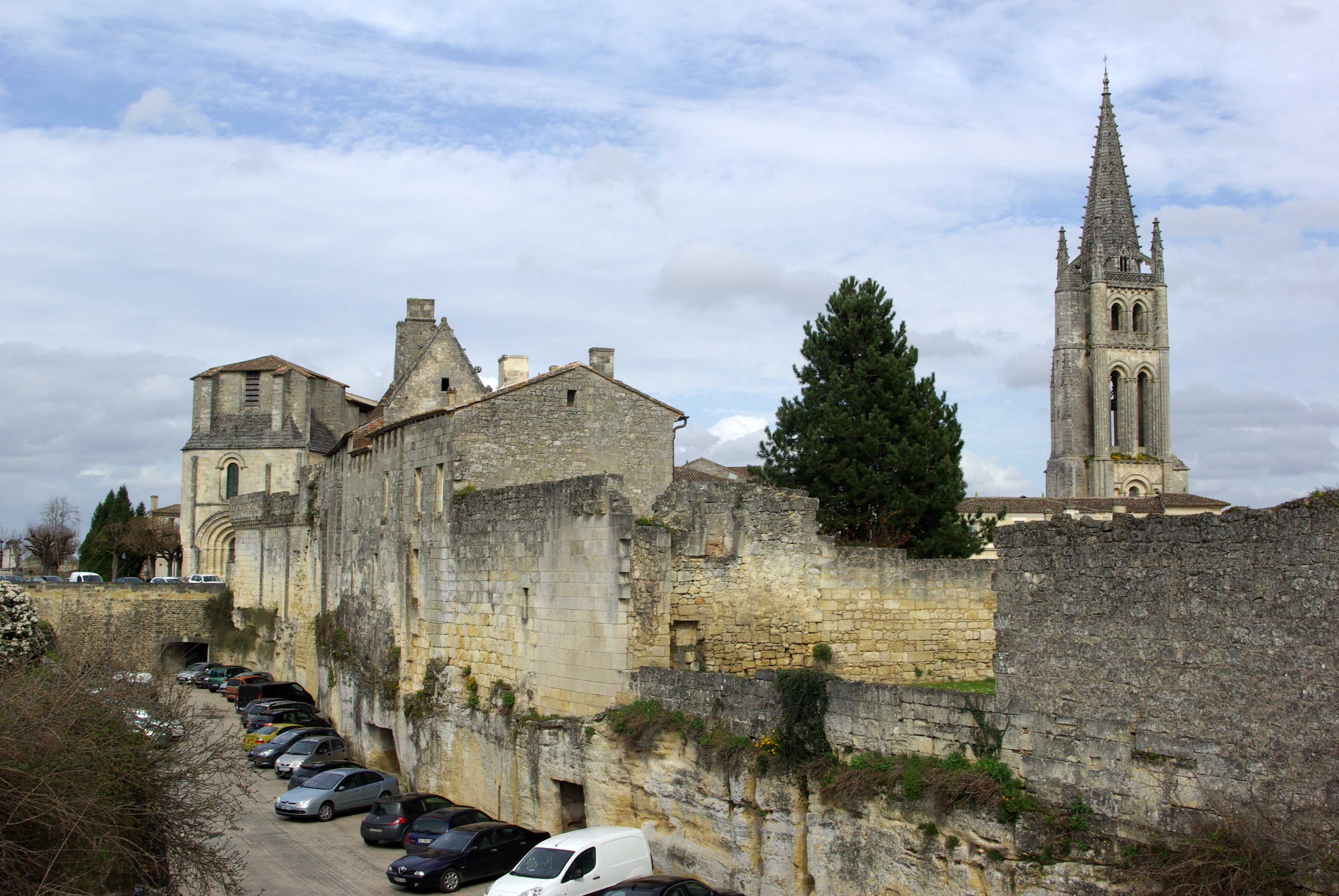
Stadsmuren
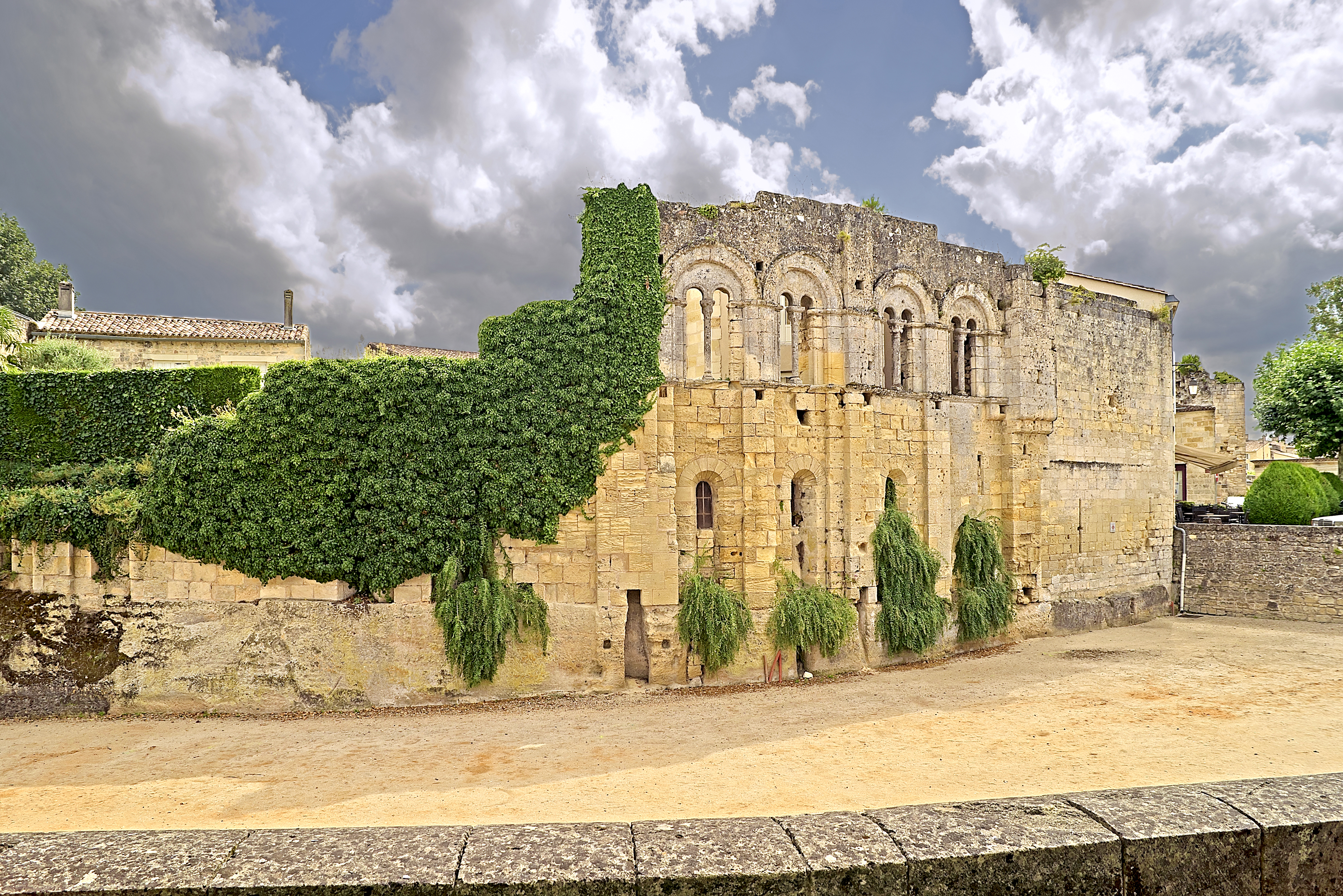
Palais Cardinal
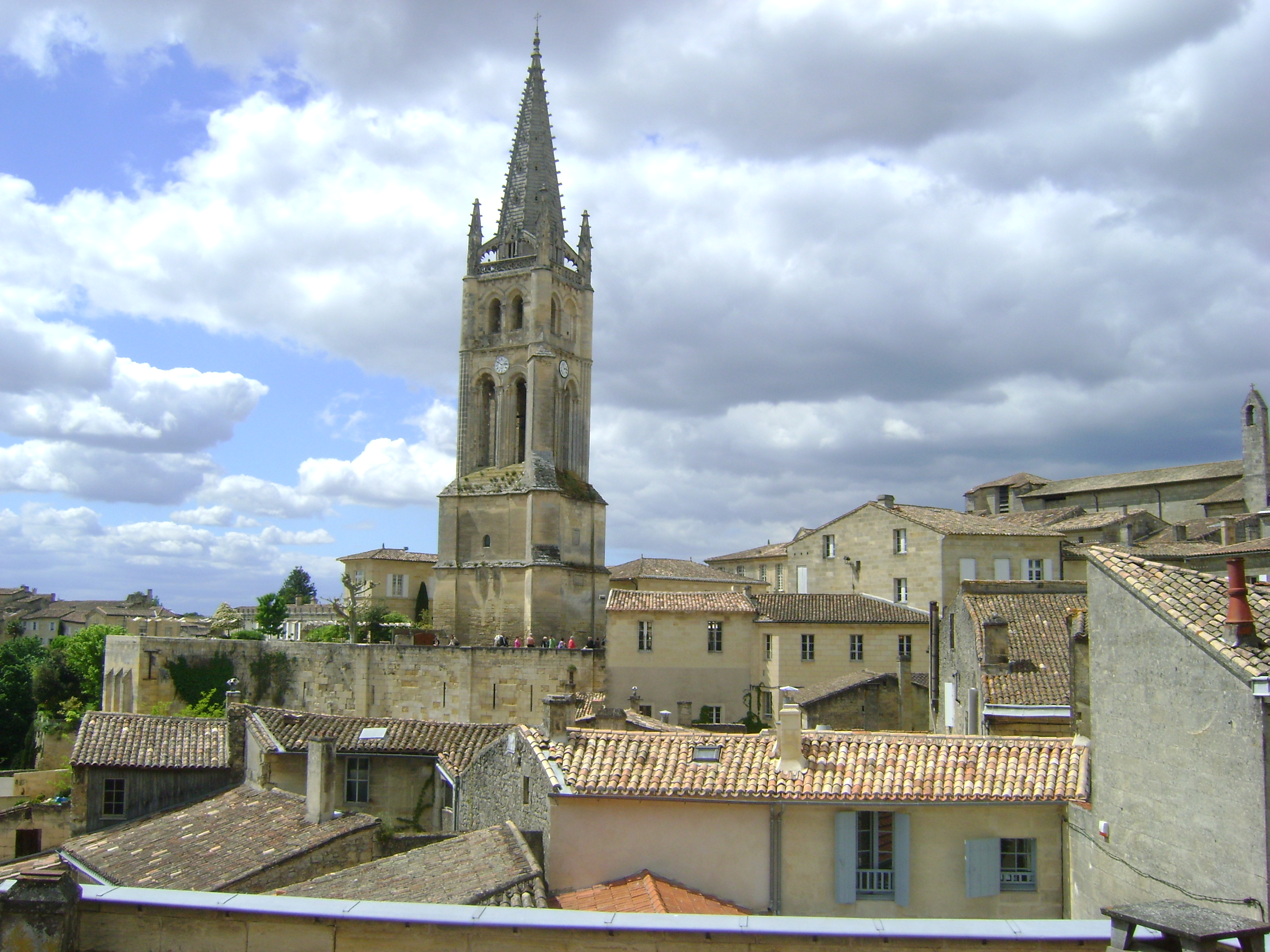
Église monolithe
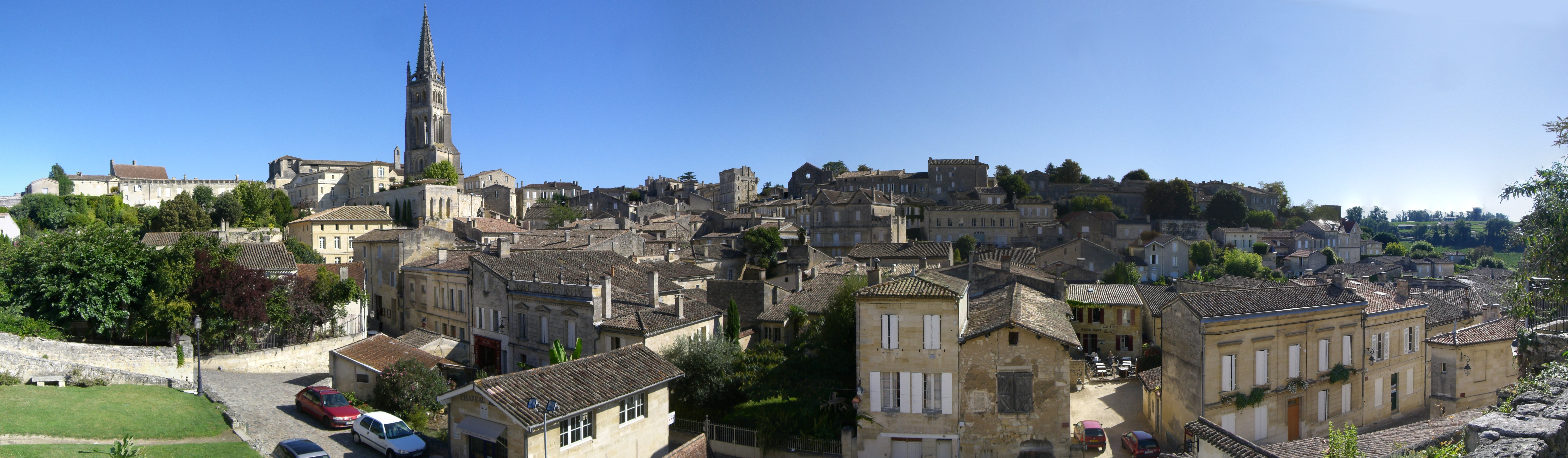
Panorama

Mont-Saint-Michel en baai · Kathedraal van Chartres · Paleis en park van Versailles · Basiliek van Vézelay op de colline éternelle · Prehistorische locaties en beschilderde grotten in de Vézèrevallei · Paleis en park van Fontainebleau · Kathedraal van Amiens · Romeins theater en omgeving en de triomfboog van Orange · Arles, Romeinse en romaanse monumenten · Cisterciënzer Abdij van Fontenay · Zoutziederij Salins-les-Bains en Koninklijke zoutziederij Arc-et Senans · Place Stanislas, Place de la Carrière en Place d'Alliance in Nancy · Abdijkerk van Saint-Savin-sur-Gartempe · Golf van Porto: Calanches de Piana, Golf van Girolata, Natuurreservaat Scandola · Pont du Gard · Straatsburg: Grande-Île · Parijs: oevers van de Seine · Kathedraal Notre Dame, Abdij van Saint-Remi en Paleis van Tau in Reims · Kathedraal van Bourges · Historisch centrum van Avignon · Canal du Midi · Historische vestingstad Carcassonne · Nationaal park Pyrénées-Mont Perdu · Pelgrimsroutes in Frankrijk naar Santiago de Compostella · Historisch Lyon · Rechtsgebied van Saint-Émilion · Loiredal tussen Sully-sur-Loire en Chalonnes-sur-Loire · Provins, stad van middeleeuwse jaarmarkten · Le Havre, stad herbouwd door Auguste Perret · Belforten in België en Frankrijk · Bordeaux, Port de la Lune · Vestingwerken van Vauban · Lagunes van Nieuw-Caledonië: rifdiversiteit en ecosystemen · Bisschopsstad Albi · Pitons, cirques en "remparts" van het eiland Réunion · De Causses en de Cevennen, mediterraan agropastoraal cultuurlandschap · Prehistorische paalwoningen in de Alpen · Steenkoolbekken van Nord-Pas-de-Calais · Beschilderde grot van de Pont d'Arc, bekend als de Grotte Chauvet-Pont-d’Arc, Ardèche · De climats van de wijnstreek Bourgogne · Heuvels, huizen en wijnkelders van Champagne · Architecturaal werk van Le Corbusier · Taputapuātea · Tektonisch landschap Chaîne des Puys en Limagnebreuklijn · Franse Zuidelijke Gebieden en Zeeën · Historische kuuroorden van Europa (Vichy) · Vuurtoren van Cordouan · Nice, winterbadplaats aan de Rivièra  · Oude en voorhistorische beukenbossen van de Karpaten en andere regio's van Europa ·  Te Henua Enata - De Markiezeneilanden
- Bibliothèque nationale de France: cb152564432 (data)
- Library of Congress Control Number: n80093784
- MusicBrainz: e00cb581-3101-4de3-86a6-38d3e4922e97
- Nationale Bibliotheek van Israël: 987007555074405171
- Virtual International Authority File: 131406271
- WorldCat: E39PBJfh43dwmrCkm6bPBv78md